# Calice (figlia di Ecatone)
Calice (in greco antico: Καλύκη?, Kalýkē) è un personaggio della mitologia greca, una Ninfa figlia di Ecatone e madre di Cicno.

## Mitologia
Calice era di una tale bellezza da far innamorare Poseidone, il quale da lei ebbe il figlio Cicno, che, partorito in segreto, abbandonato sulla costa ma poi ritrovato, divenne re di Colone (una città della Troade).
Cicno prese parte alla futura guerra di Troia come alleato del re Priamo e fu ucciso da Achille.